# Eupromera disparilis
Eupromera disparilis là một loài bọ cánh cứng trong họ Cerambycidae.